# Ditrichophora ratti
Ditrichophora ratti är en tvåvingeart som först beskrevs av Canzoneri 1980.  Ditrichophora ratti ingår i släktet Ditrichophora och familjen vattenflugor.
Artens utbredningsområde är Seychellerna. Inga underarter finns listade i Catalogue of Life.